# Chaerilus birmanicus
Espèce
Synonymes
- Chelomachus birmanicus Thorell, 1889

Chaerilus birmanicus est une espèce de scorpions de la famille des Chaerilidae.

## Distribution
Cette espèce est endémique de la région de Rangoun en Birmanie. Elle se rencontre vers Rangoun.

## Description
La femelle juvénile holotype mesure 16 mm.

## Systématique et taxinomie
Cette espèce a été décrite sous le protonyme Chelomachus birmanicus par Thorell en 1889. Elle est placée dans le genre Chaerilus par Kraepelin en 1894.
Elle est placée en synonymie avec Chaerilus variegatus par Kovařík en 2000. Elle est relevée de synonymie par Lourenço et Ythier en 2024.

## Étymologie
Son nom d'espèce lui a été donné en référence au lieu de sa découverte, la Birmanie.

## Publication originale
- Thorell, 1889 : « Aracnidi Artrogastri Birmani raccolti da L. Fea nel 1885-1887. » Annali del Museo Civico di Storia Naturale di Genova, sér. 2, vol. 7, p. 521-729 (texte intégral).